# Chazon
Chazon (hebr. חזון) – moszaw położony w samorządzie regionu Merom ha-Galil, w Dystrykcie Północnym, w Izraelu.
Leży w centralnej części Górnej Galilei w pobliżu góry Meron (1 208 m n.p.m.).

## Historia
Moszaw został założony w 1969.

## Gospodarka
Gospodarka moszawu opiera się na rolnictwie i sadownictwie.